# Обвальден
О́бвальден (нем. Obwalden; фр. Obwald; итал. Obvaldo; романш. Sursilvania) — небольшой по площади немецкоязычный полукантон в центре Швейцарии. Административный центр — город Зарнен. Население — 36 115 человек (24-е место среди кантонов; данные 2012 года).

## География
Площадь — 491 км² (19-е место среди кантонов). Наивысшая точка: 3238 м (гора Титлис). Есть анклав между кантонами Нидвальден и Ури.

## История
Обвальден, как и соседний Нидвальден, стал частью швейцарской конфедерации в 1291 г.

## Административное деление

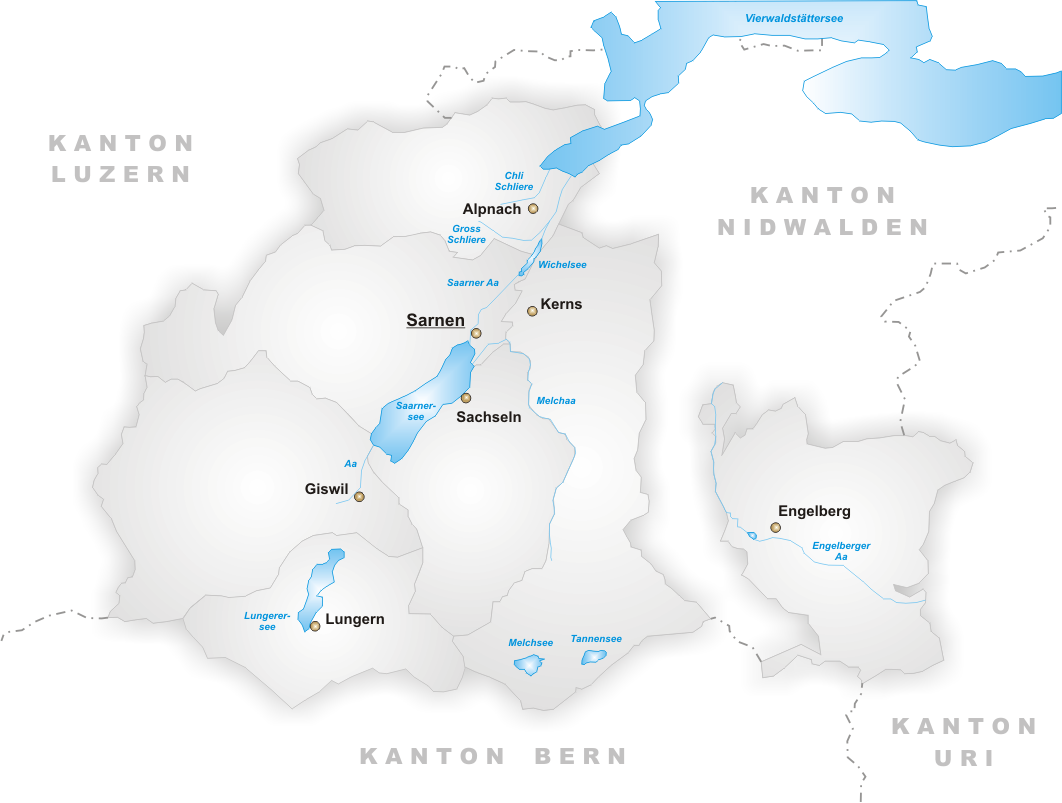
Общины Обвальдена.

Кантон делится на 7 коммун:
- Альпнах
- Энгельберг
- Гисвиль
- Кернс
- Лунгерн
- Заксельн
- Зарнен